# 雨夾雪
雨夾雪（sleet），又稱作霙（漢語拼音：yīng，注音：ㄧㄥ，音同「英」）、夾冰丸，是雪和雨一同降下的現象。與液態的凍雨不同，以及與顆粒堅硬的冰珠不同，雨夾雪降下的顆粒柔軟，呈半透明。由於雪花部份融化，仍可觀察到冰晶。常在下雨轉變為下雪的短暫期間發生（或反過來）。在航空例行天氣報告中的代號為RASN。

## 形成
當大氣底層高於冰點、其上方低於冰點時，能讓落下的雪部份融化，形成雨夾雪。這層高於冰點的暖空氣厚度介於約230公尺（750英呎）至460公尺（1500英呎），依雪花質量與氣溫垂直遞減率的不同而變化。

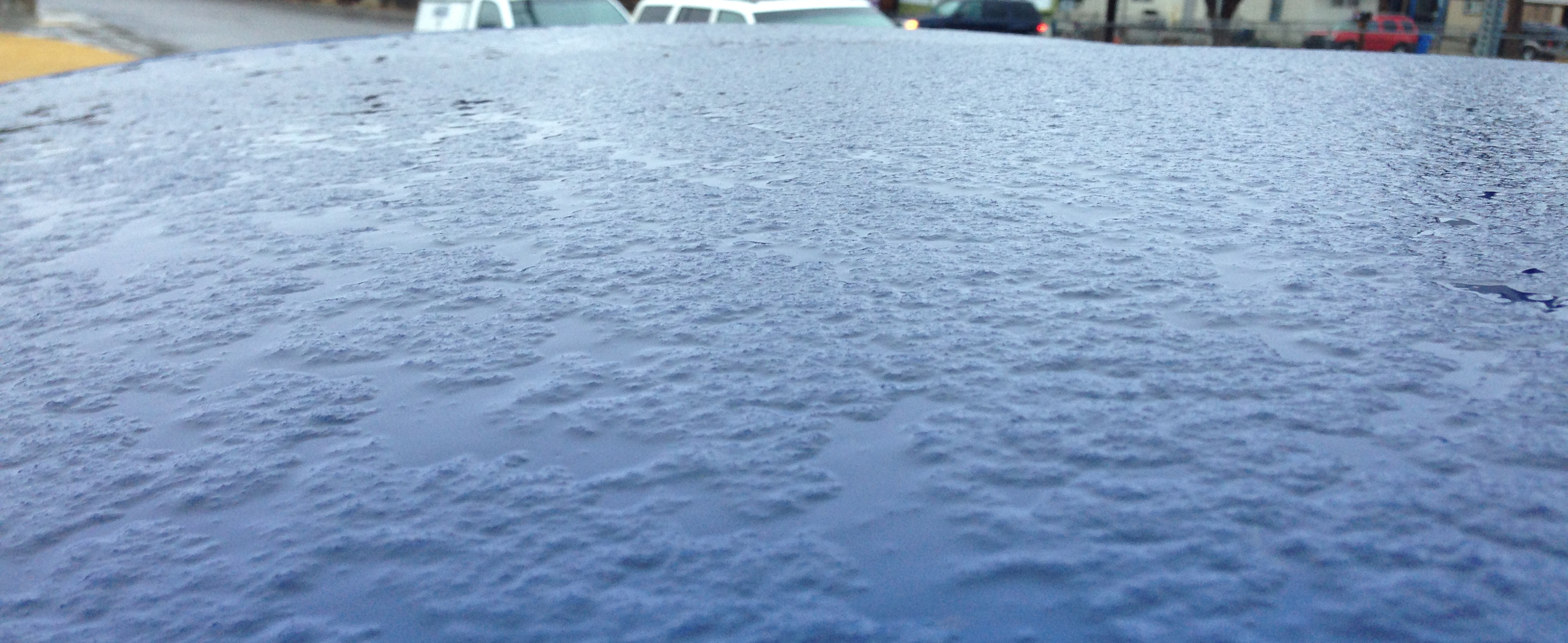
雨夾雪在地面形成雪泥
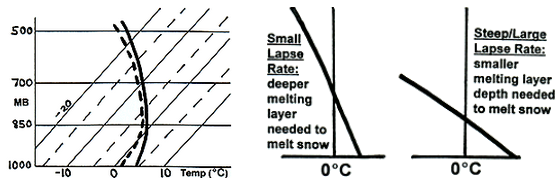
形成雨夾雪時的斜溫圖（左）以及高於冰點空氣所需的厚度隨著氣溫垂直遞減率的不同而變化（右）

## 外部連結
- AMS Glossary （页面存档备份，存于）